# Cidamar
Cidamar is een bestuurslaag in het regentschap Cianjur van de provincie West-Java, Indonesië. Cidamar telt 7296 inwoners (volkstelling 2010).